# Esther Betz
Esther Betz (* 17. Februar 1924 in Neufechingen bei Saarbrücken) ist eine deutsche Verlegerin.

## Leben
Esther Betz ist die ältere der drei Töchter, Judith Stilz, Esther Betz und Marlies Taubenkropp, von Anna und Anton Betz, des Mitbegründers der in Düsseldorf erscheinenden Rheinischen Post. Sie studierte Zeitungswissenschaften, Kunstgeschichte und Literaturwissenschaft in München und promovierte dort 1953. Seit 1956 ist sie Mitherausgeberin der Rheinischen Post.
Ester Betz sitzt seit 1985 der gemeinnützigen Anton-Betz-Stiftung der Rheinischen Post zur Förderung von Wissenschaft und Forschung vor. Die Stiftung ist seit ihrer Gründung besonders mit der Universität Düsseldorf verbunden.

## Ehrungen
1995 erhielt Esther Betz für ihr Engagement das Große Verdienstkreuz des Verdienstordens der Bundesrepublik Deutschland aus der Hand der nordrhein-westfälischen Wissenschaftsministerin Anke Brunn.
Im Jahr 1997 wurde sie zur Ehrensenatorin der Universität Düsseldorf ernannt. Des Weiteren würdigte die Universität ihr Engagement in der Anton-Betz-Stiftung, indem sie im Jahr 2008 den Hörsaal 3H in der philosophischen Fakultät nach Esther Betz benannte.
Im Mai 2025 wurde sie für ihr Lebenswerk mit dem Großen Ehrenring der Landeshauptstadt Düsseldorf ausgezeichnet.